# Antonín Markl
Antonín Markl (22. ledna 1836 Podrážek – 3. srpna 1907 Smíchov) byl český chemik, fotograf, odborný spisovatel a pedagog, majitel vlastního fotosalonu. Byl autorem první fotografické příručky v češtině a také prvním fotografem v českých zemích, který toto řemeslo začal odborně vyučovat.

## Život
Narodil se v obci Podrážek nedaleko Chocně ve východních Čechách. V roce 1860 dosáhl doktorátu z filozofie a chemie na univerzitě v Göttingenu. Po krátké pracovní praxi v lihovaru okolo roku 1859 se nadále zaměřil na obor fotografie. Roku 1863 vydal dílo Fotografie nynější doby, na základě vědy a zkušenosti založená, vůbec první odborné pojednání o oboru fotografie v češtině. Roku 1866 si zřídil fotografický salon v Náchodě.
Okolo roku 1870 se přesunul do Prahy, kde rovněž provozoval vlastní fotosalon. Zde rovněž prováděl první české fotografické kurzy. Od roku 1870 se na základě uděleného povolení mohl zabývat světlotiskem, při práci s touto technologií spolupracoval mj. s fotografem Jindřichem Eckertem.
Od roku 1875 pak nadále pracoval v lihovarnickém a pivovarnickém průmyslu.

### Úmrtí
Antonín Markl zemřel 3. srpna 1907 na Smíchově ve věku 71 let. Pohřben byl na hřbitově Malvazinky.

### Rodinný život
Jeho synem byli fotografové Bohuslav a Bohumil Marklovi.

## Dílo (výběr)
- Fotografie nynější doby, na základě vědy a zkušenosti založená (A. Kreidl, Praha, 1863)
- Výroba lihovin na studené cestě: praktický a spolehlivý návod k výrobě 450 druhů lihovin (Mikuláš a Knapp, Praha, 1877)
- Výroba lisovaného droždí jakož i strojených kvasnic tekutých pro pekaře, kupce, sládky a vinopaly, konečně o kvašení bramborových, obilních a melasových zápařek bez kvasnic (Mikuláš a Knapp, Praha, 1877)